# Konekham Inthammavong
Konekham Inthammavong (Vientián, 10 de julio de 1992) es un futbolista de Laos que juega como volante. Su equipo actual es el Lao Banks FC de la Liga Premier de Laos.

## Trayectoria
Con 18 años, hizo su debut para el Lao Banks FC, equipo de la liga laosiana y en el que sigue en la actualidad.

## Selección nacional
En el mismo año de su debut, fue convocado por el técnico David Booth para los partidos de clasificación a la Copa AFF Suzuki 2010.
El 26 de octubre del 2010 anotó su primer gol con la selección absoluta. Su víctima fue la Selección de Timor Oriental; en un partido válido para clasificarse a la Copa AFF Suzuki 2010. Marcó un golazo al llevarse a cuatro jugadores y definir sutilmente de izquierda.
Ha jugado por su selección en la edición clasificatoria a la Copa Mundial del 2014, además de otros partidos, como de la Copa AFF Suzuki.
Ha jugado 11 partidos internacionales y lleva 2 goles.

## Clubes
| Club         | País | Año    |
| ------------ | ---- | ------ |
| Lao Banks FC | Laos | 2010 - |